# Central Falls

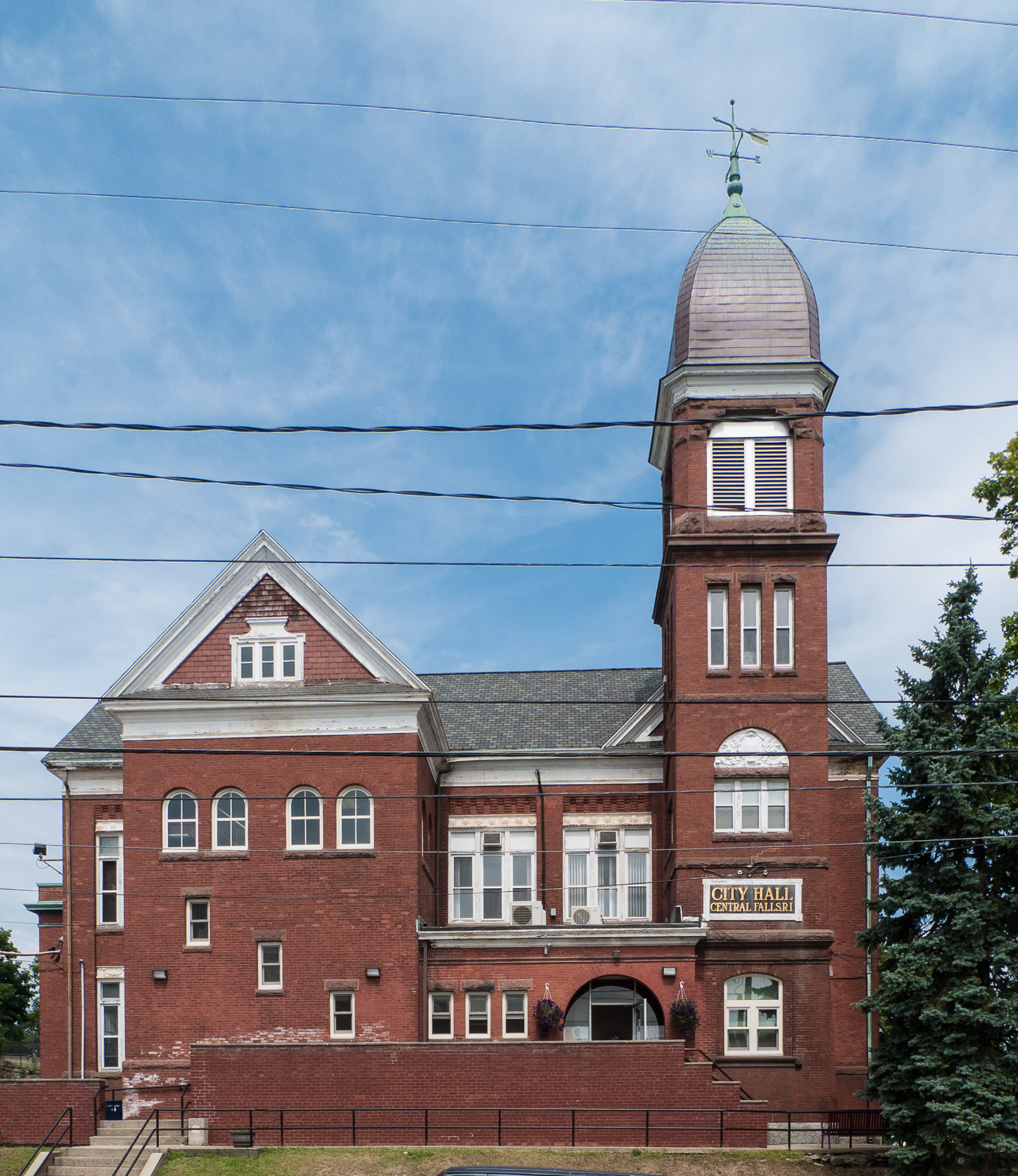

Central Falls är en stad i Providence County i Rhode Island, med 22 583 invånare (2020). Den har enligt United States Census Bureau en area på 3,3 km².

## Kända personer från Central Falls
- Francis Condon, politiker
- Charles Risk, politiker